# Les Mensonges d'une mère
Pour plus de détails, voir Fiche technique et Distribution.
Les Mensonges d'une mère (Lies My Mother Told Me) est un téléfilm canadien réalisé par Christian Duguay et diffusé aux États-Unis le 7 mars 2005 sur Lifetime.
Le film est basé en partie sur le meurtre de Larry McNabney (en) par sa femme, Elisa McNabney, survenu en septembre 2001.

## Synopsis
Laren Sims, une mère hors-la-loi, est prête à tout pour rester auprès de sa fille Haylei et échapper à la prison.

Après avoir terminé une période de probation, elles déménagent toutes les deux à Las Vegas. Là-bas, Laren rencontre Lucas McKenzie, un avocat fortuné. Ils se marient et s'installent à la campagne avec Haylei. Cependant, le passé de Laren ne tarde pas à la rattraper...

## Fiche technique
- Réalisation : Christian Duguay
- Scénario : Matt Dorff
- Société de production : Nomadic Pictures, CD Films
- Durée : 87 minutes

## Distribution
- Joely Richardson (VQ : Élise Bertrand) : Laren Sims
- Hayden Panettiere (VQ : Stéfanie Dolan) : Haylei Sims
- Colm Feore (VQ : Jacques Lavallée) : Lucas Mckenzie
- Jasmine Berg : Haylei jeune
- Tom Carey : Jake
- Tim Henry : Johnny
- Rainer Kahl : Ted Mitchell
- Kailin See : Kristin
- James Dugan : Le Shérif Marx
- Pete Seadon : L'adjoint Vickers
- Joe Norman Shawv : Edwards Samuels
- George Smith : Le Shérif
- Barbara Gates Wilson : Détective Scheffel

## Accueil
Le téléfilm a été vu par 3,69 millions de téléspectateurs lors de sa première diffusion américaine.
il fut également diffusé sur Super Écran au qc